# Tantillita lintoni
Espèce
Synonymes
- Tantilla lintoni Smith, 1940

Statut de conservation UICN

 LC  : Préoccupation mineure
Tantillita lintoni  est une espèce de serpents de la famille des Colubridae.

## Répartition
Cette espèce se rencontre :
- au Mexique dans les États du Veracruz et de Campeche ;
- au Guatemala ;
- au Belize ;
- au Honduras ;
- au Nicaragua.

## Description
L'holotype de Tantillita lintoni mesure 207 mm dont 54 mm pour la queue. Cette espèce présente une teinte brun foncé dessus et une face ventrale blanche.

## Liste des sous-espèces
Selon The Reptile Database (20 février 2014) :
- Tantillita lintoni lintoni (Smith, 1940)
- Tantillita lintoni rozellae Perez-Higareda, 1985

## Étymologie
Cette espèce est nommée en l'honneur de Linton P. Satterthwaite qui a aidé l'auteur dans sa collecte. La sous-espèce Tantillita lintoni rozellae est nommée en l'honneur de Rozella Smith.

## Publication originale
- Smith, 1940 : Descriptions of new lizards and snakes from México and Guatemala. Proceedings of the Biological Society of Washington, vol. 53, p. 55-64 (texte intégral).